# 布丰中学

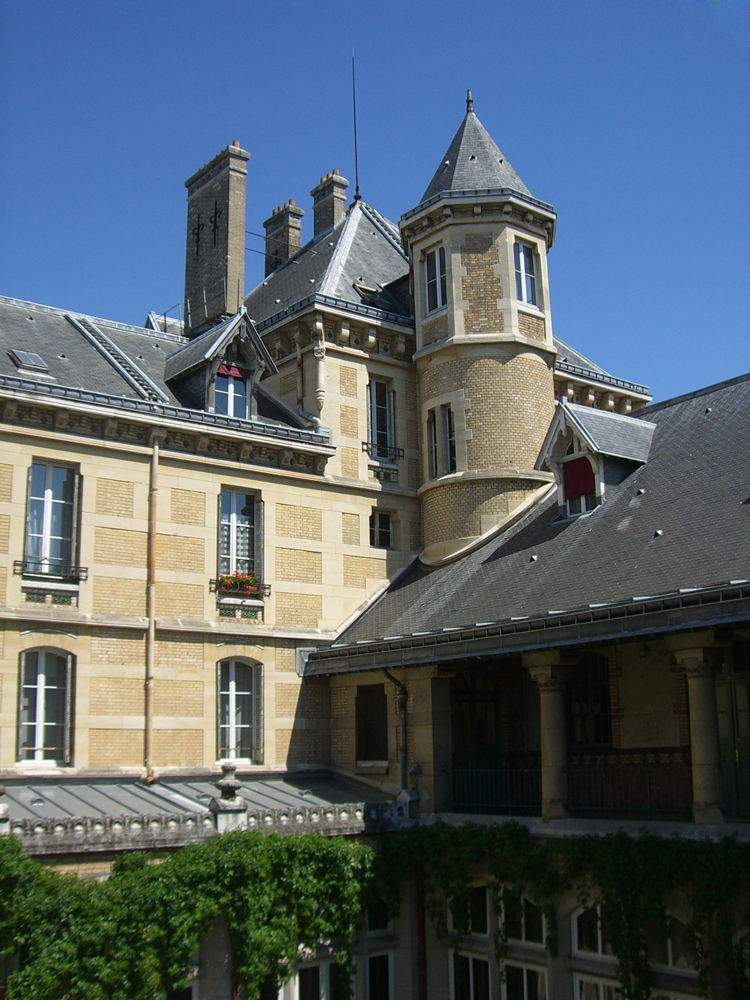

布丰中学（lycée Buffon）是一所中学，位于法国巴黎十五区，周围是巴斯德大道（boulevard Pasteur）、沃日拉尔路（Rue de Vaugirard）和斯戴尔路（Rue de Staël）。距离最近的地铁站是巴斯德站（Pasteur）。该校以布丰命名。
该校涵盖中等教育和大学校预科班，有2000名学生，170名教授，4名"教学专家"和50名其他教学人员。它还成人教育中心，以获取法国高级技师证书，以及巴黎唯一一家为视障者服务的机构，使年轻的视障学生可以融入古典教育。
宗教学者奥登·瓦莱特（Odon Vallet）曾在此学习，其教师包括哲学家和记者莫里斯·克拉维尔（Maurice Clavel）、戏剧评论家和历史学家吉尔斯·桑迪（Gilles Sandié），以及作家让·佩尔格里（Jean Pelgri）。

## 历史
1885年: 建筑师约瑟夫·奥古斯特·瓦德雷默（Joseph Auguste Émile Vaudremer）构思了“左岸学校”的设计，兴建在沃日拉尔公墓（cimetière de Vaugirard）旧址上。1888年，该校命名为“布丰中学”，以法国博物学家布丰命名，这一年适逢布丰逝世一百周年。1889年第一名学生入学。1901年，开设预科课程。
第一次世界大战期间，该校成为一所军医院。第二次世界大战期间，这里曾是抵抗运动中心。1943年2月8日，布丰中学的五名学生 - 让·阿尔萨斯、雅克·鲍德里、皮埃尔·贝诺埃特、皮埃尔·格雷洛特和卢西安·勒格罗斯 - 在巴黎的巴拉德射击场（stand de tir de Balard）被德国行刑队射杀。1942年，他们因参与抵抗活动被捕并被判处死刑。在学校的门厅，有一块这一事件的纪念牌。在巴斯德大道尽头的布丰中学五烈士广场（place des Cinq-Martyrs-du-Lycée-Buffon），也有一块。1944年6月15日，该校教授雷蒙德·布尔加德在科隆被纳粹斩首。

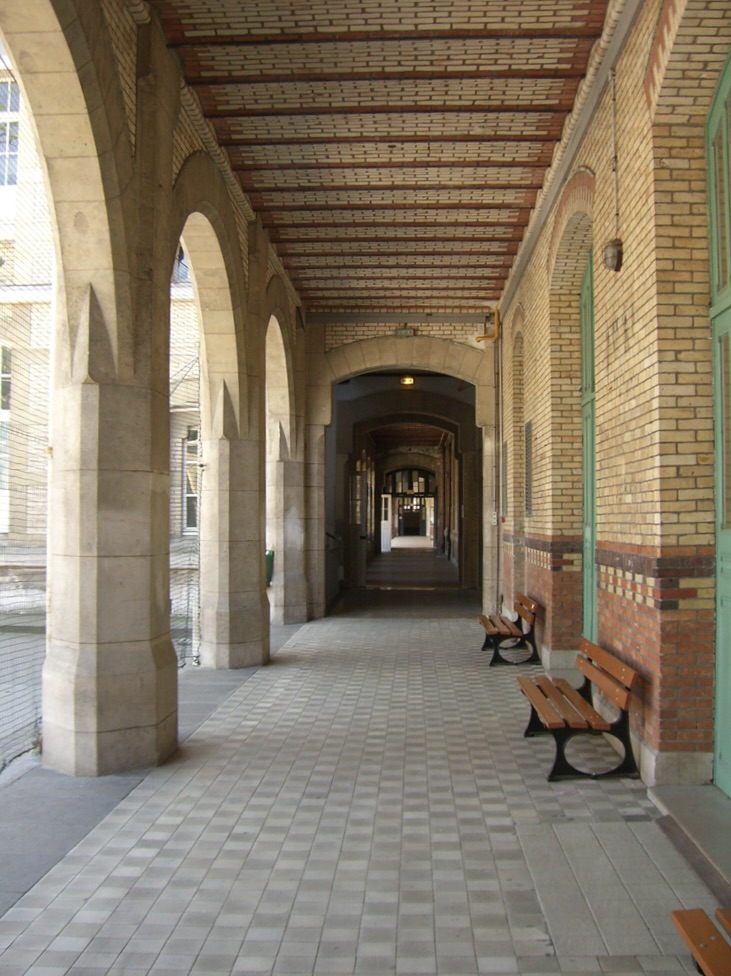
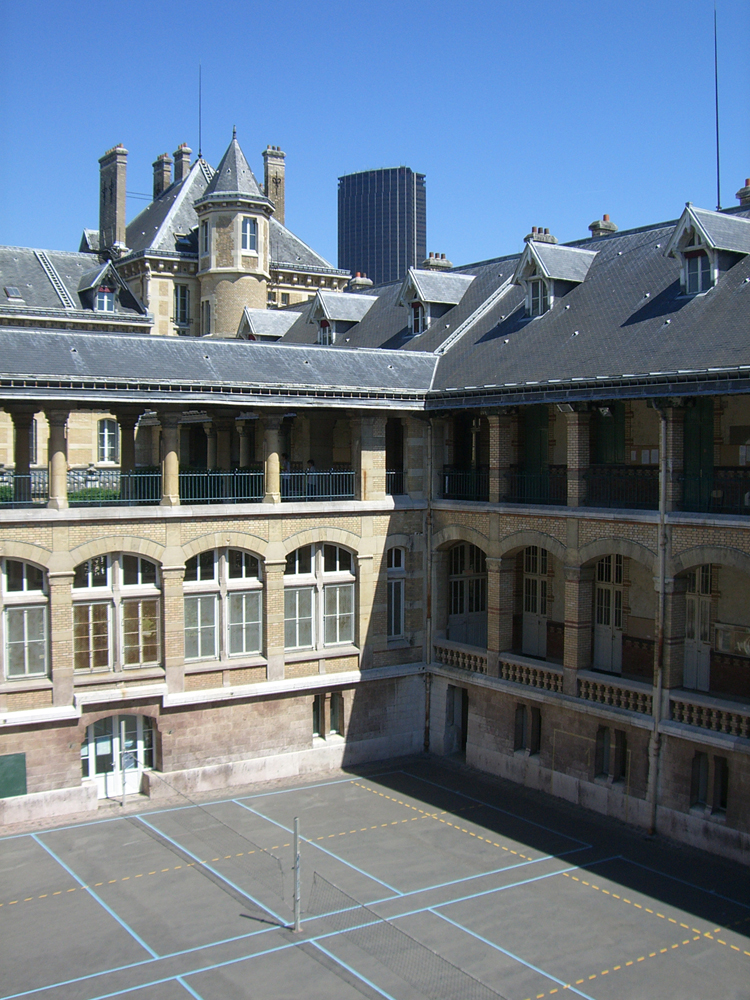
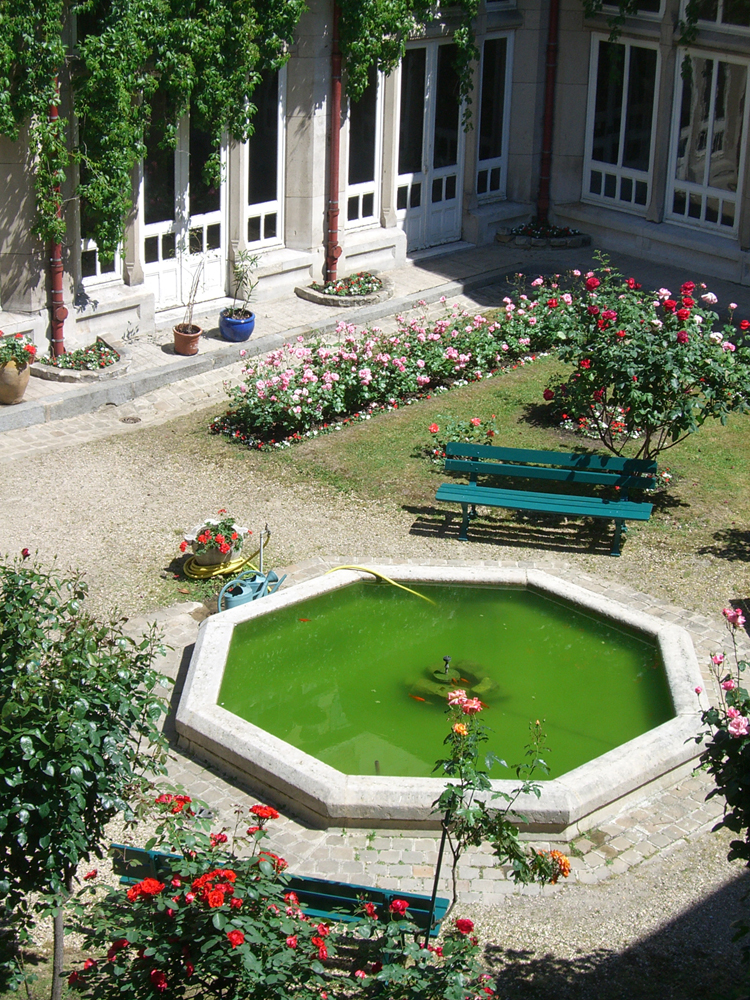
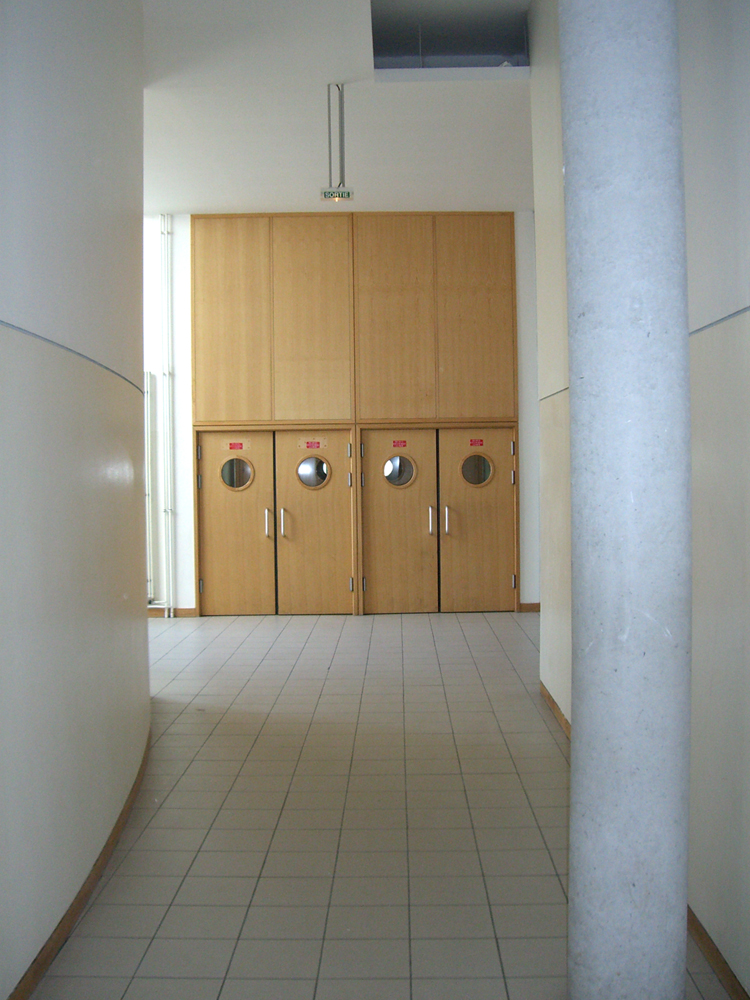
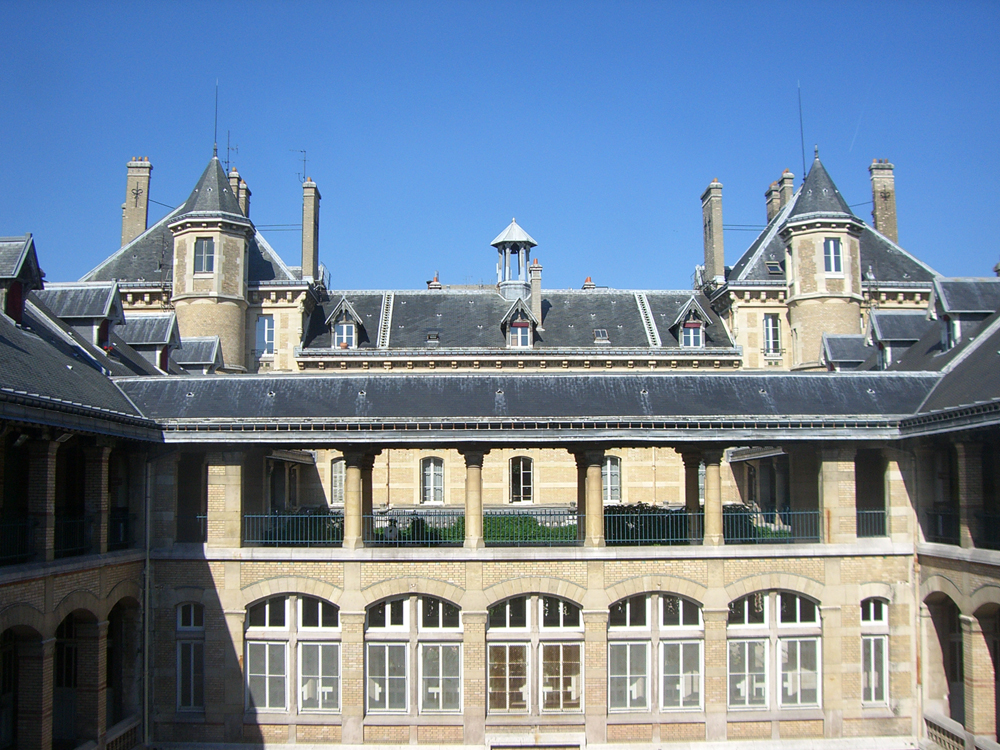
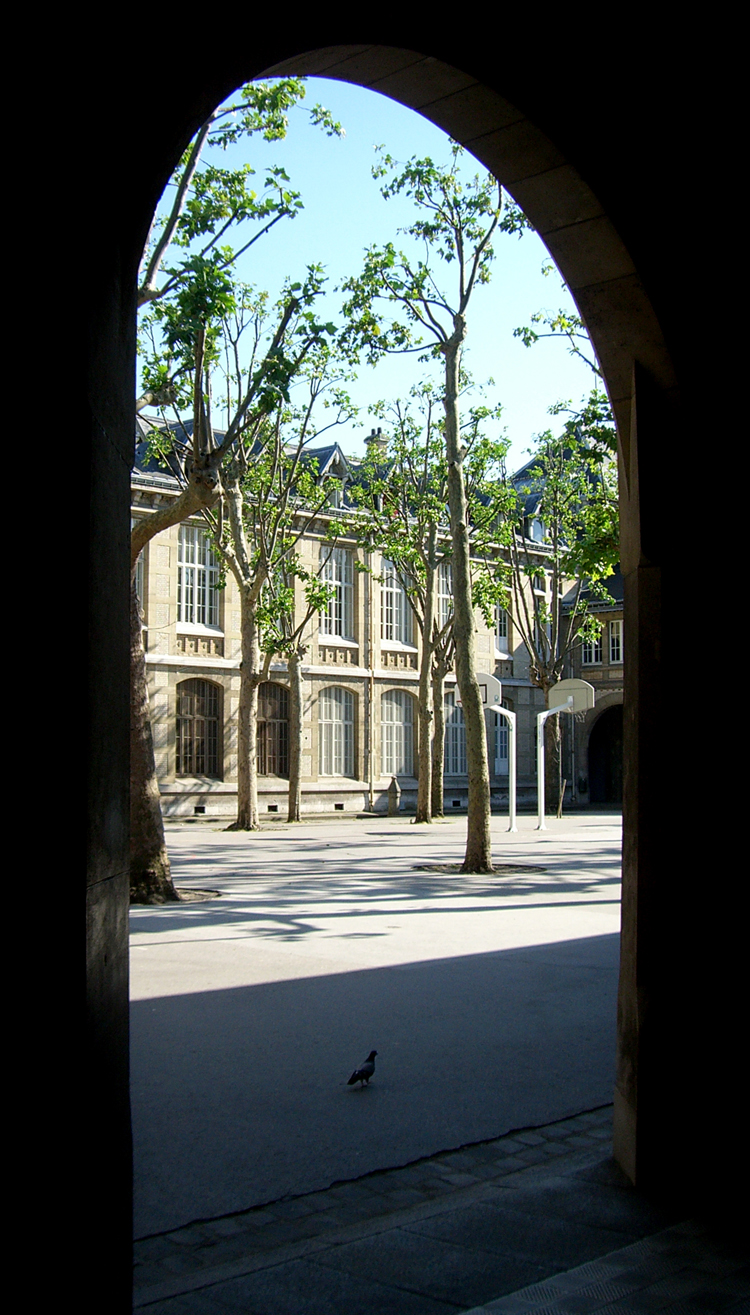
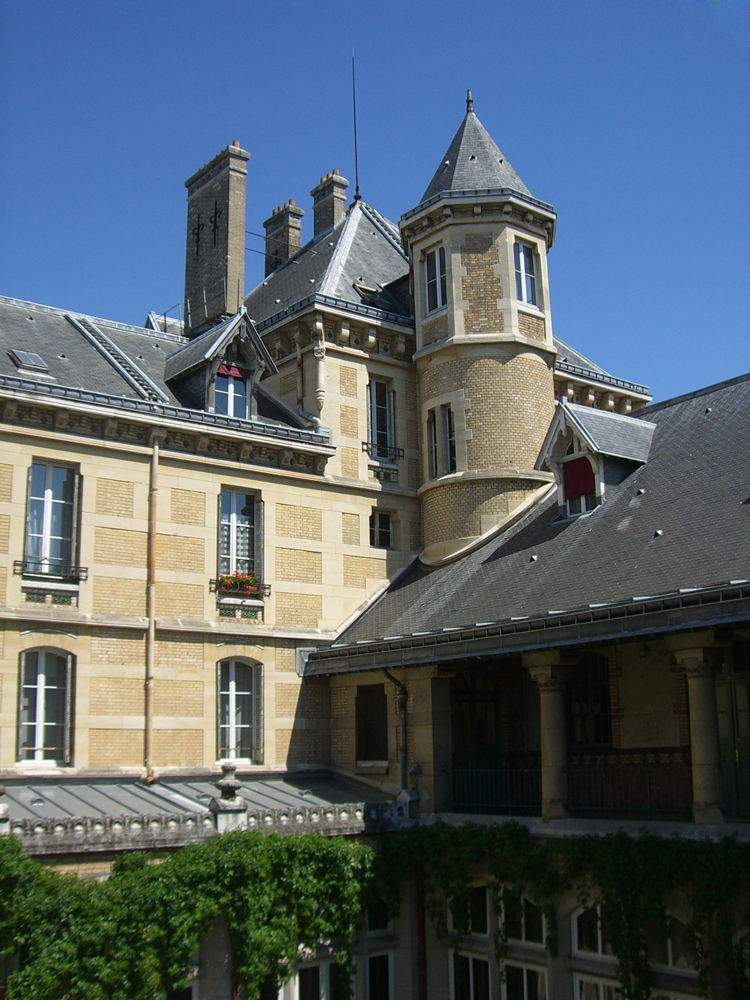
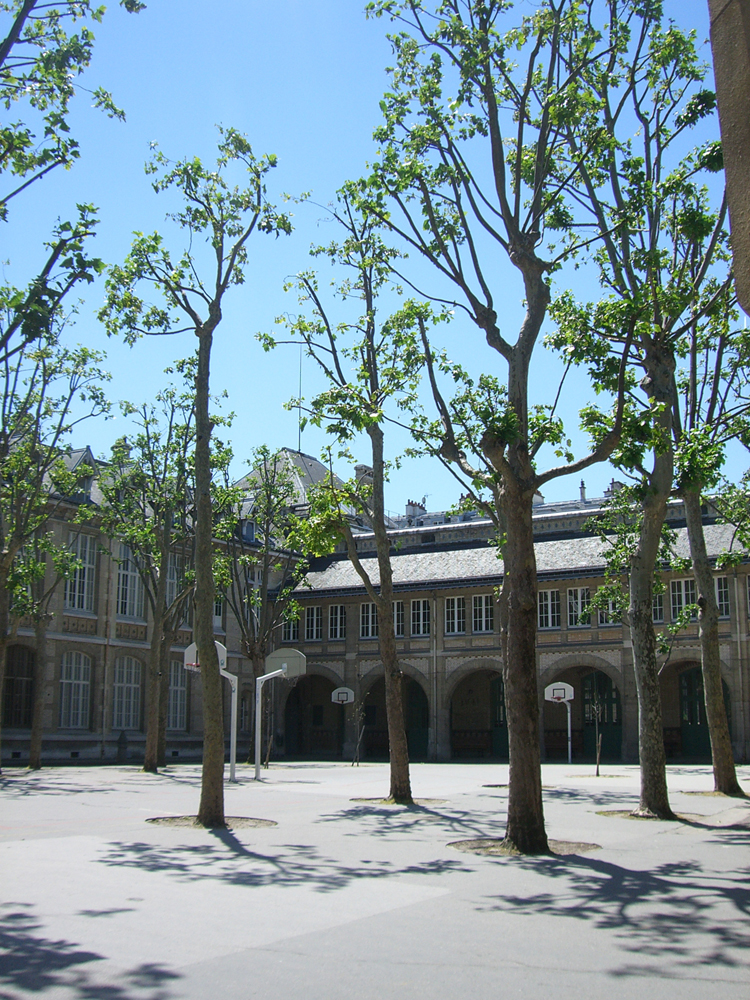